# Rzęśnica (powiat drawski)
Rzęśnica (niem. Grünberg) – wieś sołecka w Polsce położona w województwie zachodniopomorskim, w powiecie drawskim, w gminie Złocieniec. W latach 1975–1998 miejscowość administracyjnie należała do województwa koszalińskiego. W roku 2007 wieś liczyła 220 mieszkańców.

## Geografia
Wieś leży ok. 3 km na zachód od Złocieńca, nad rzeką Drawą, przy drodze krajowej nr 20 Stargard-Drawsko Pomorskie-Gdynia, przy linii kolejowej nr 210.

## Zabytki
Zabytek chroniony prawem:
- park pałacowy z pierwszej poł. XIX wieku, nr rej. 1 160 z dnia 20 kwietnia 1982 r. Pozostałość po pałacu. W parku rosną: stare lipy, klony, buki zwyczajne, dęby i świerki

## Turystyka
Przez Rzęśnicę prowadzi znakowany szlak rowerowy o długości 28,7 km:
- Złocieniec – Darskowo – Rzęśnica – Kosobudy – Kosobudki – Linowno – Lubieszewo – Stawno – Złocieniec.

## Komunikacja
We wsi znajduje się również przystanek kolejowy linii kolejowej nr 210.

## Galeria

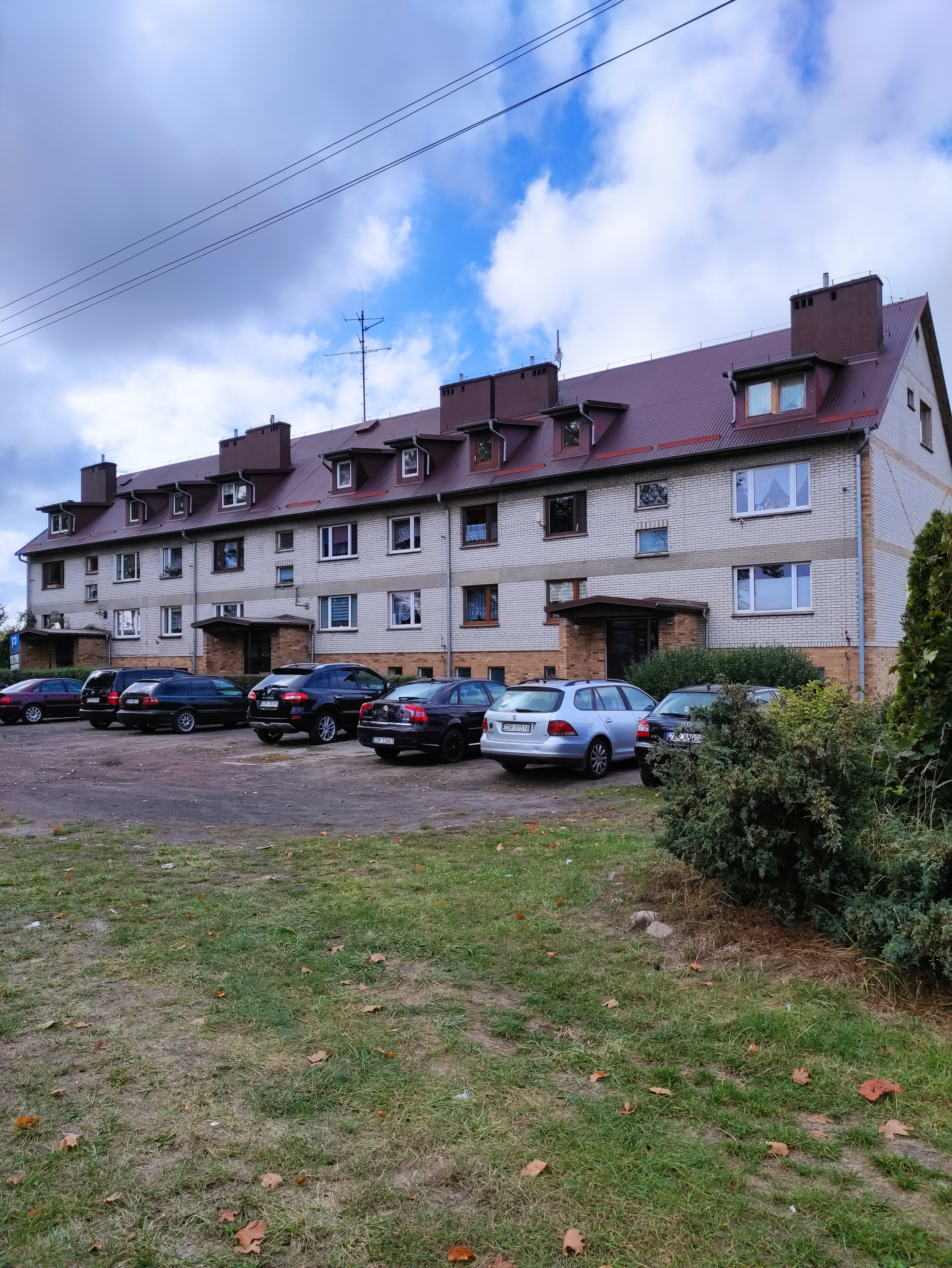
Zabudowania w Rzęśnicy
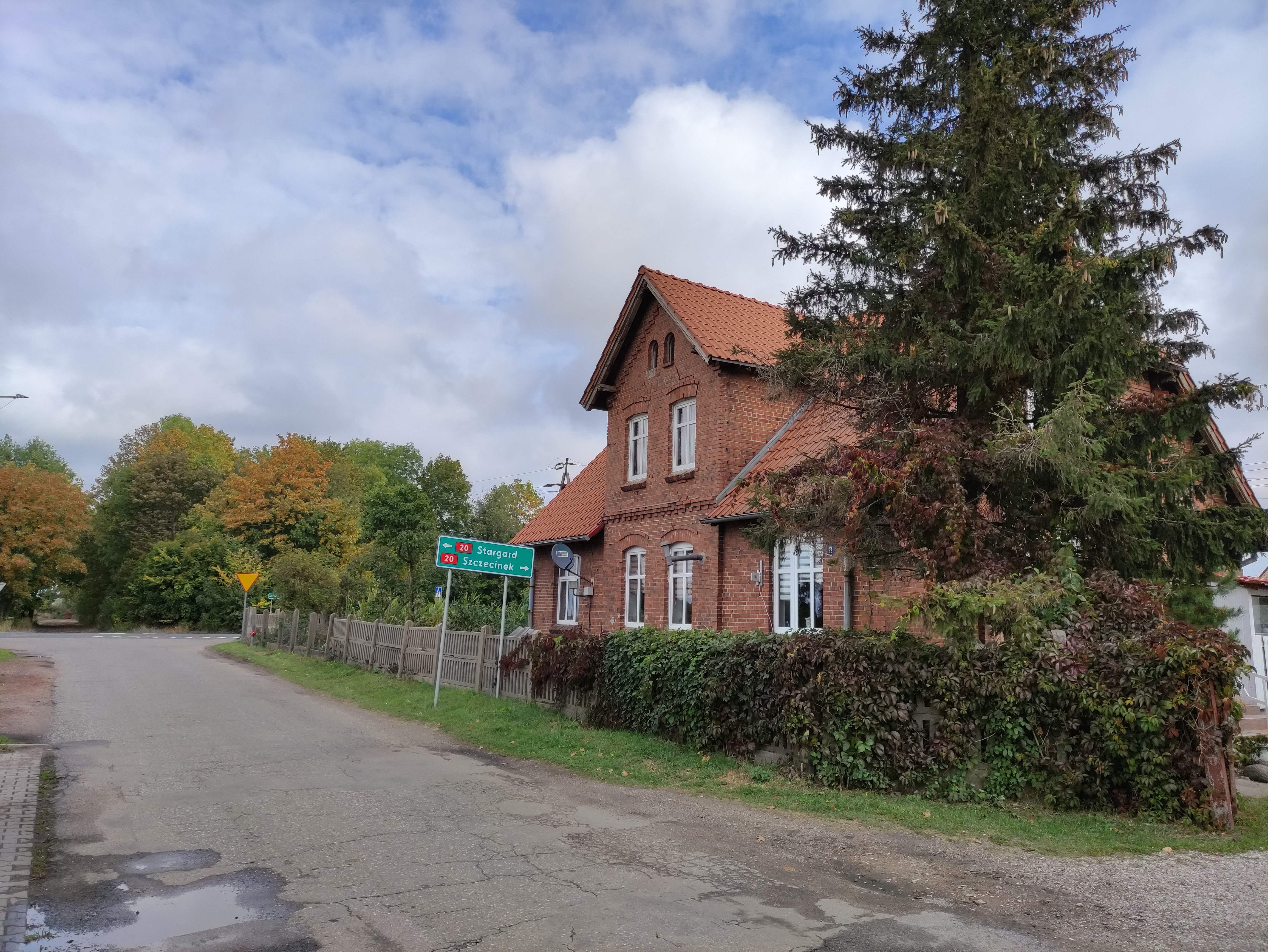
Zabudowania w Rzęśnicy
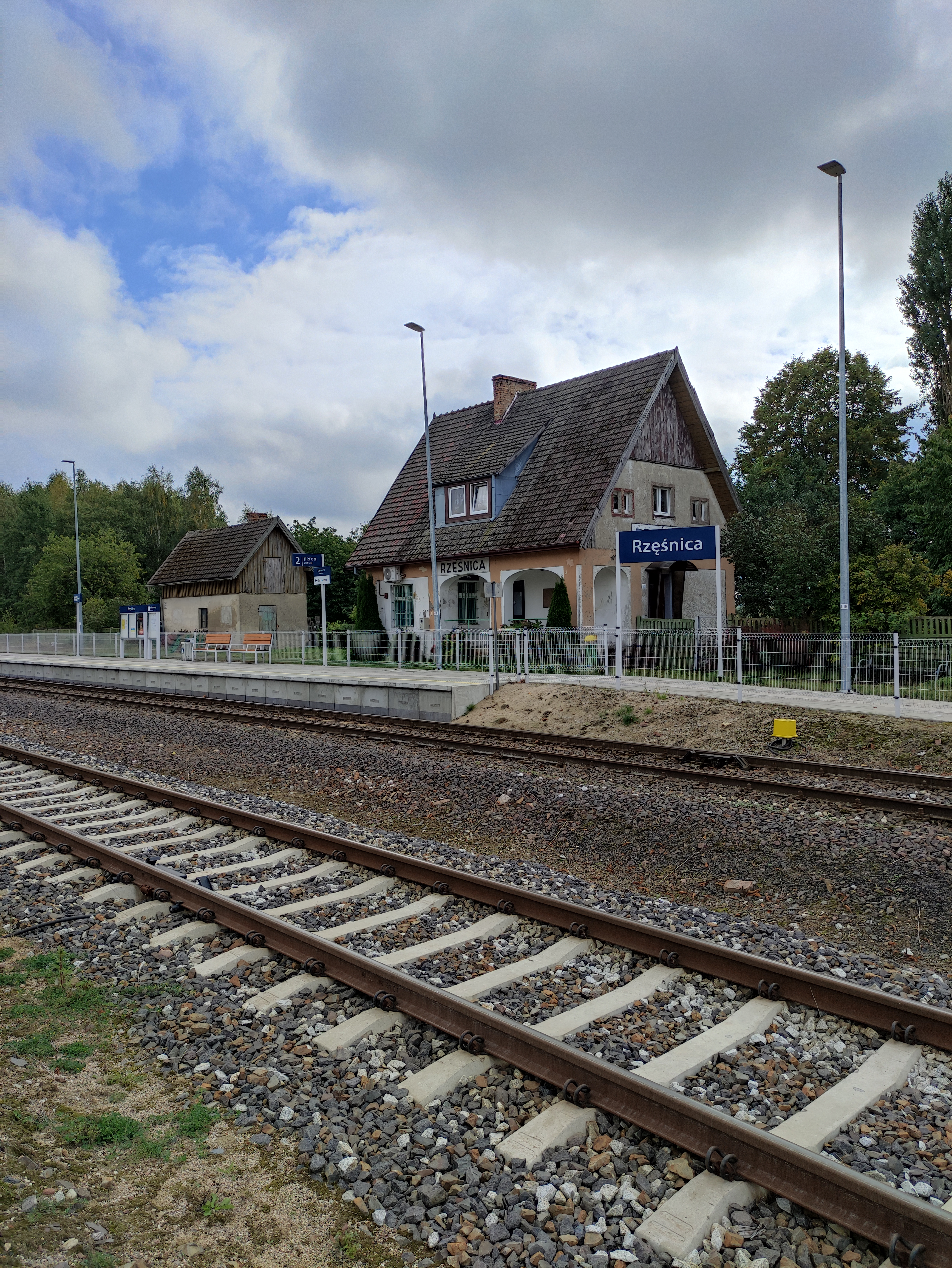
Przystanek PKP